# Пукень (Мороєнь, Димбовіца)
Пукень, Пукені (рум. Pucheni) — село у повіті Димбовіца в Румунії. Входить до складу комуни Мороєнь.
Село розташоване на відстані 102 км на північний захід від Бухареста, 33 км на північ від Тирговіште, 49 км на південь від Брашова.

## Населення
За даними перепису населення 2002 року у селі проживали 576 осіб, усі — румуни. Усі жителі села рідною мовою назвали румунську.